# Sugar Grove, Illinois
Sugar Grove är en ort (village) i Kane County, i delstaten Illinois, USA. Enligt United States Census Bureau har orten en folkmängd på 9 086 invånare (2011) och en landarea på 27,1 km².